# Nagapattinam
Nagapattinam là một thành phố và khu đô thị của quận Nagapattinam thuộc bang Tamil Nadu, Ấn Độ.

## Nhân khẩu
Theo điều tra dân số năm 2001 của Ấn Độ, Nagapattinam có dân số 92.525 người. Phái nam chiếm 50% tổng số dân và phái nữ chiếm 50%. Nagapattinam có tỷ lệ 74% biết đọc biết viết, cao hơn tỷ lệ trung bình toàn quốc là 59,5%: tỷ lệ cho phái nam là 80%, và tỷ lệ cho phái nữ là 69%. Tại Nagapattinam, 12% dân số nhỏ hơn 6 tuổi.